# Money for Nothing
Money for Nothing es la primera recopilación de la banda británica Dire Straits, lanzado en 1988. Incluye los éxitos de los primeros cinco álbumes del grupo y rarezas: entre ellas figuran el directo de "Telegraph Road", el remix de "Twisting By The Pool", el directo de "Portobello Belle" y la maqueta de la canción "Where Do You Think You're Going?", grabada un año antes de la publicación de Communiqué.
La edición en vinilo omite "Telegraph Road" e incluye un orden distinto, con "Tunnel of Love" incluida entre "Money for Nothing" y "Brothers in Arms".

## Lista de canciones
Todas las canciones compuestas por Mark Knopfler excepto donde se anota.
1. "Sultans of Swing" – 5:46
2. "Down to the Waterline" – 4:01
  - Temas 1-2 editados previamente en el álbum Dire Straits.
3. "Portobello Belle" (Live) – 4:33
  - Publicada previamente en el álbum Communiqué.
  - Outtake de Alchemy.
4. "Twisting by the Pool" (Remix) – 3:30
  - Publicada previamente como single y EP
5. "Tunnel of Love" (Intro by Rodgers/Hammerstein) – 8:10
6. "Romeo and Juliet" – 5:56
  - Temas 5-6 publicados previamente en el álbum Making Movies.
7. "Where Do You Think You're Going?" – 3:30
  - Publicada previamente en el álbum Communiqué.
8. "Walk of Life" – 4:08
  - Publicada previamente en el álbum Brothers In Arms.
9. "Private Investigations" – 5:51
  - Publicada previamente en el álbum Love Over Gold.
10. "Telegraph Road" (Remix) – 11:58
  - Remix original publicado en el álbum Alchemy.
11. "Money for Nothing" (Mark Knopfler/Sting) – 8:25
12. "Brothers in Arms" – 4:49
  - Temas 11-12 publicados previamente en el álbum Brothers In Arms.

- Datos: Q2292532